# Trường tiểu học

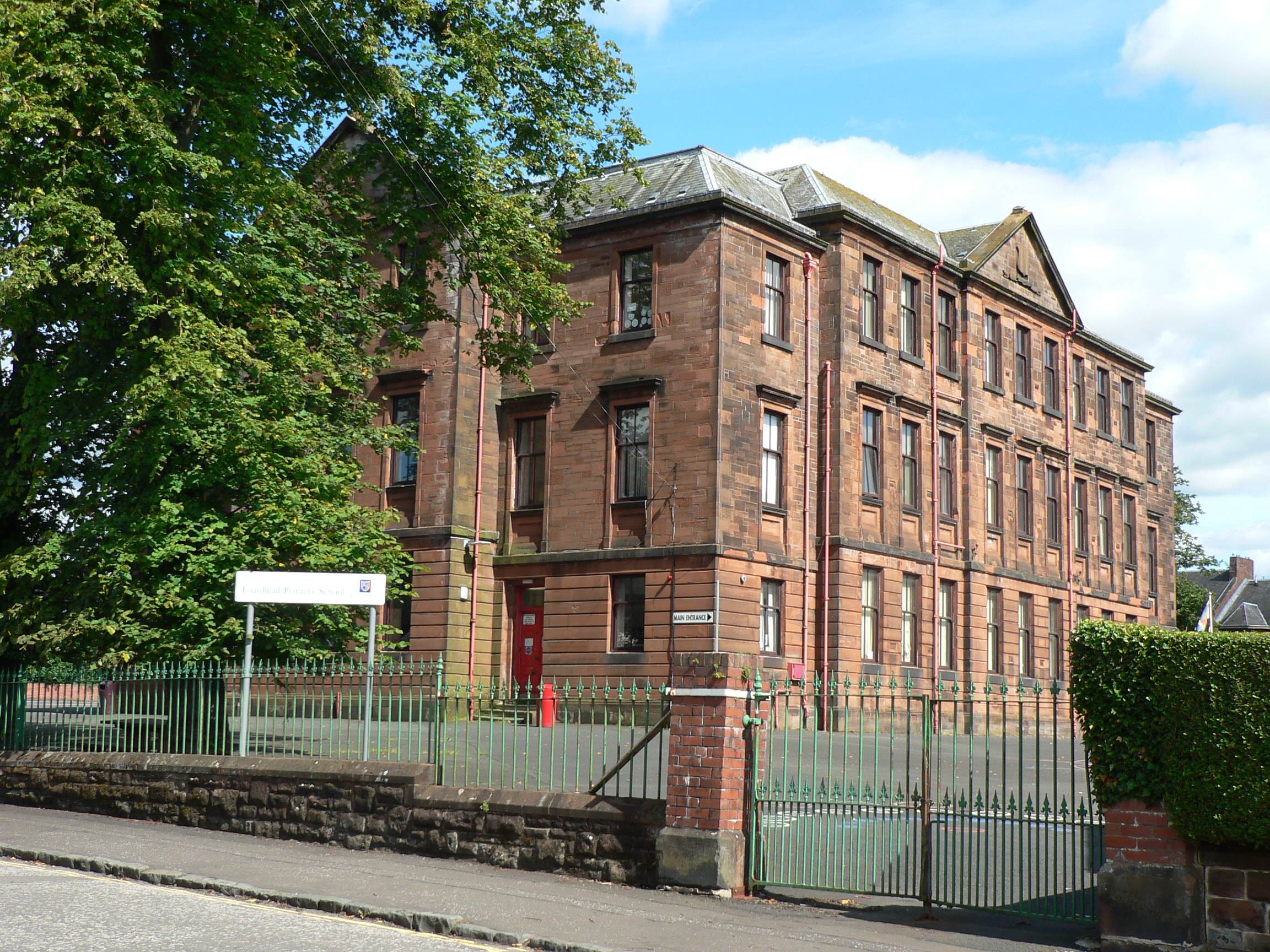
Một trường tiểu học đầu thế kỷ 20 ở Kilmarnock, Scotland, được khai giảng vào năm 1905

Trường tiểu học hay trường cấp 1 là trường học mà trẻ em được giáo dục tiểu học từ khoảng 6 đến 11 tuổi,  đến sau mẫu giáo, trường mầm non và trước khi tới trường trung học. (Ở một số quốc gia có một giai đoạn nối của trường trung học cơ sở giữa giáo dục tiểu học và giáo dục trung học)

## Trường tiểu học
Ở hầu hết các nơi trên thế giới, giáo dục tiểu học là giai đoạn đầu tiên của giáo dục bắt buộc, và thường là miễn phí, nhưng có thể phải trả học phí trong một trường học độc lập hoặc tư thục. Thuật ngữ grade school đôi khi được sử dụng ở Mỹ, mặc dù thuật ngữ này có thể đề cập đến cả giáo dục tiểu học và giáo dục trung học.
Hệ giáo dục Việt Nam có 5 lớp là:
Lớp 1
Lớp 2
Lớp 3
Lớp 4
Lớp 5

## Thư viện ảnh

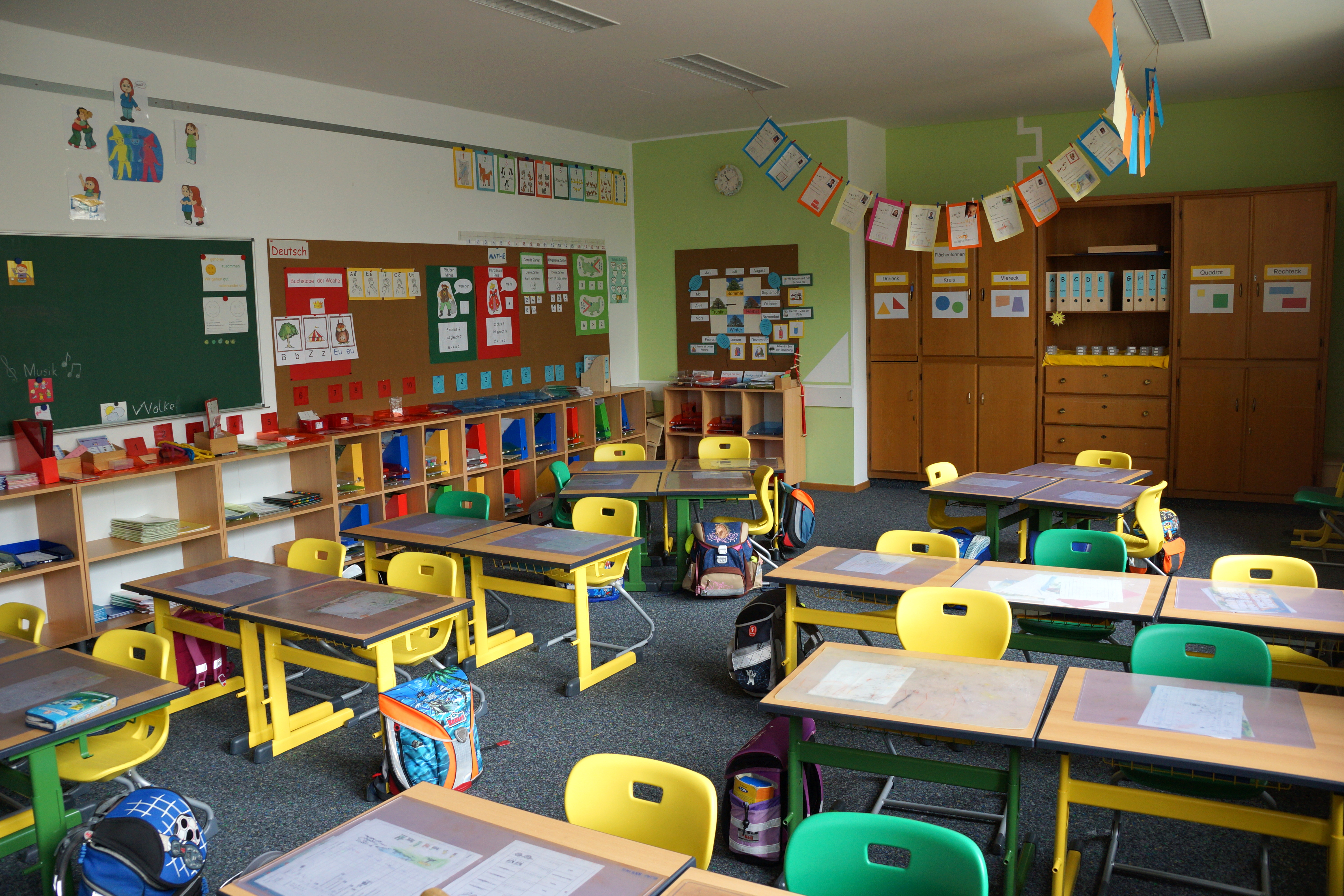
Trong một lớp tiểu học tại Neumarkt in der Oberpfalz, Đức
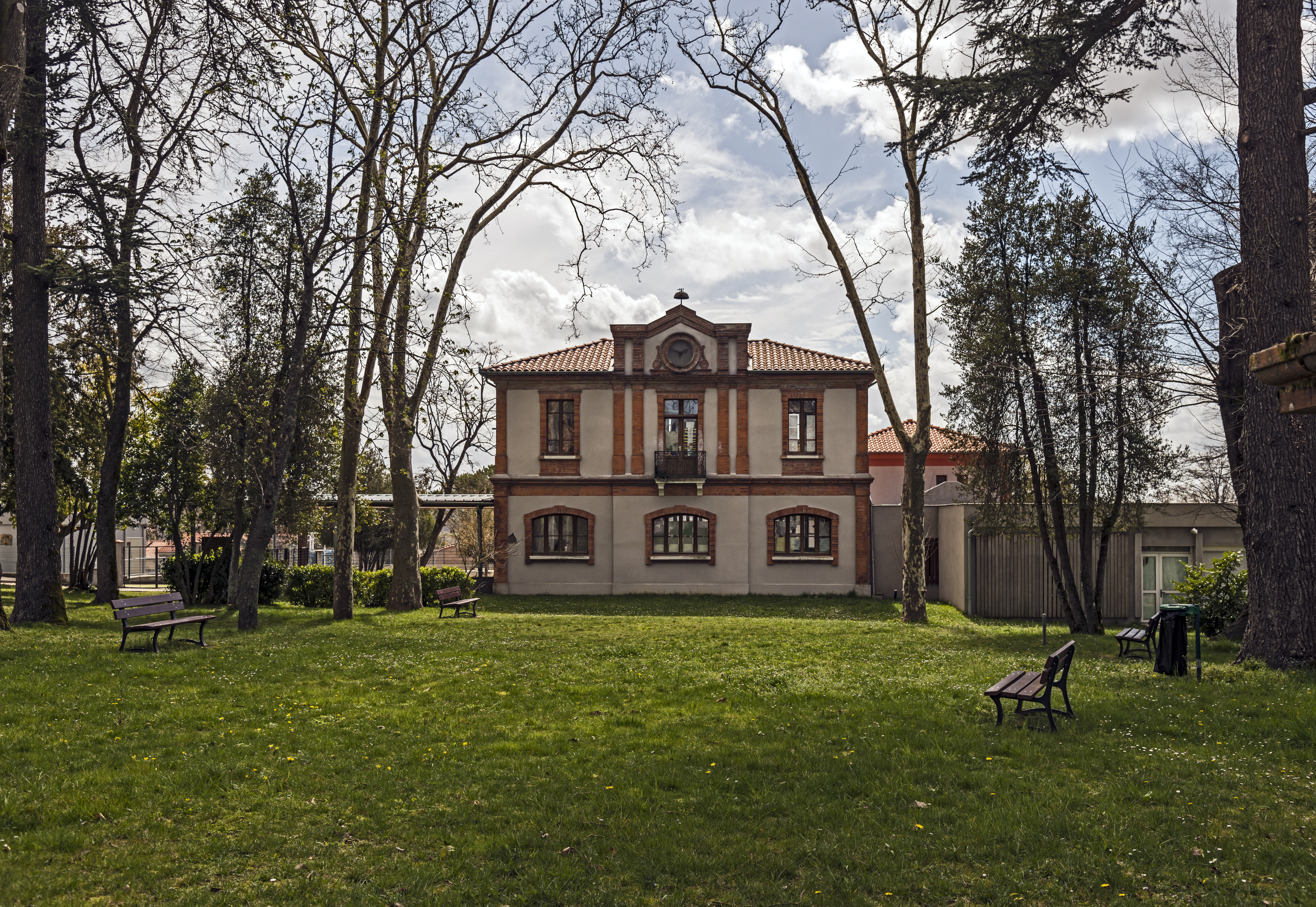
Trường tiểu học tại xã Garidech, Pháp
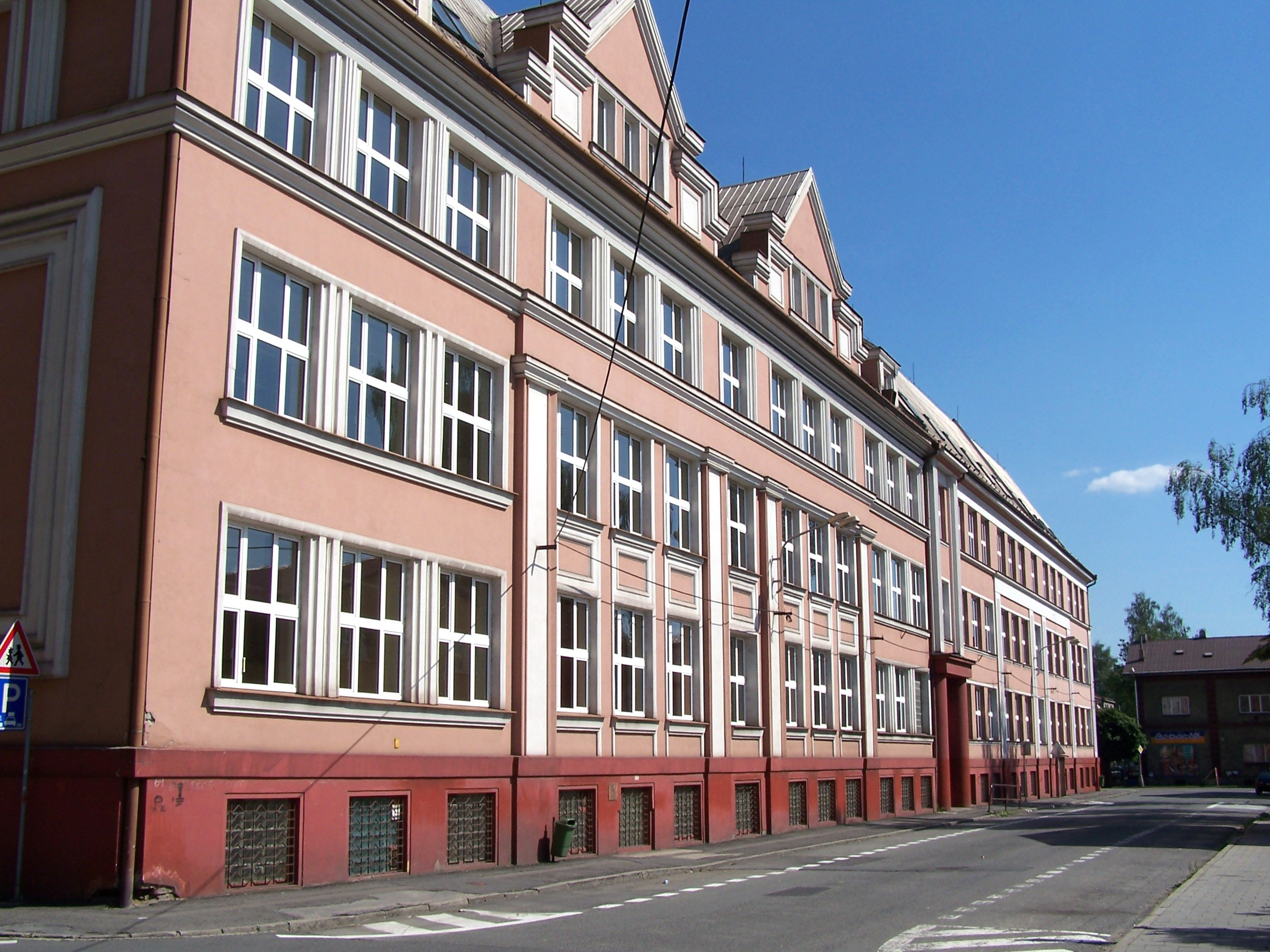
Một trường tiểu học ở Český Těšín, Việt nam
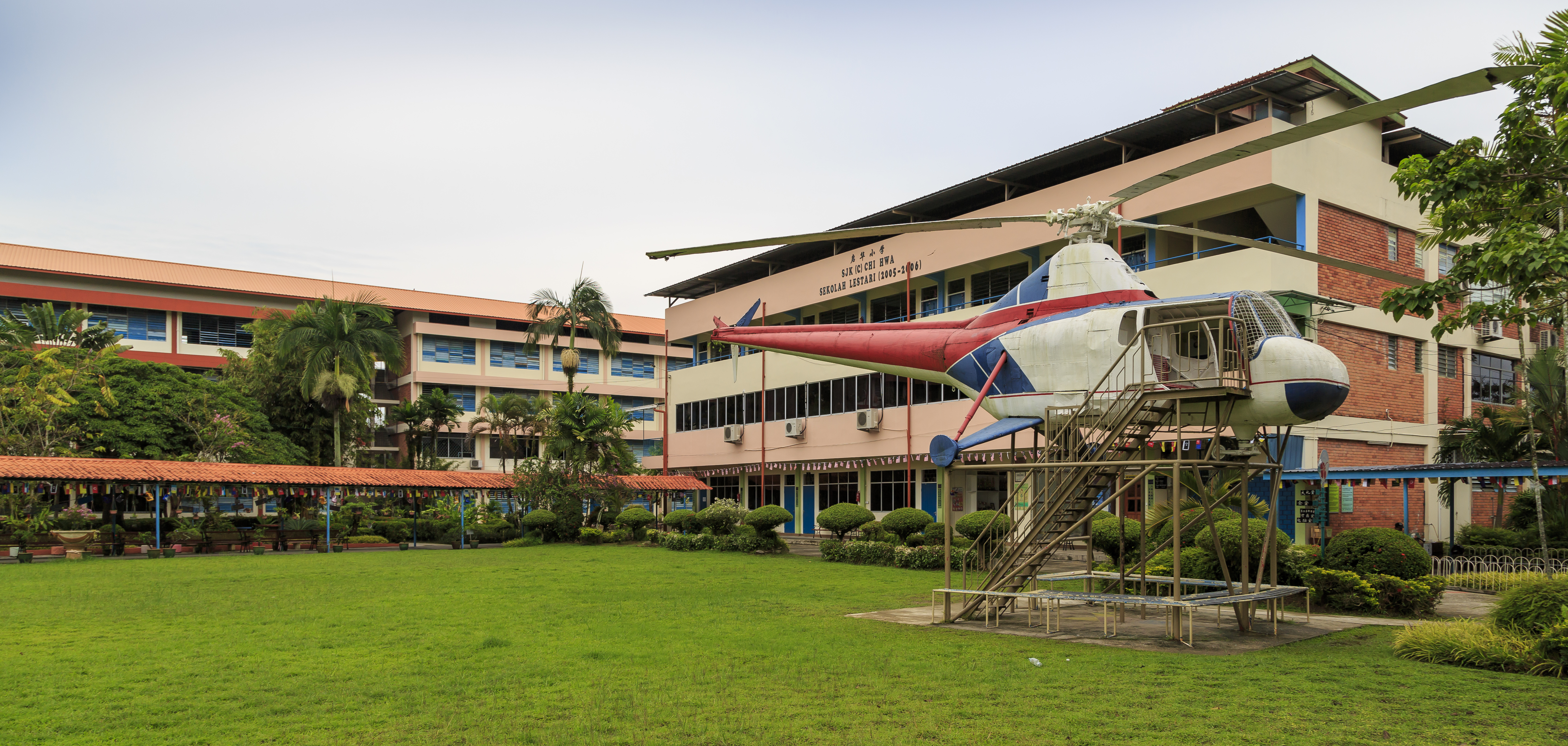
Trường tiểu học thiên nhiên sinh thái SJK (C) Chi Hwa tại Sandakan, Malaysia
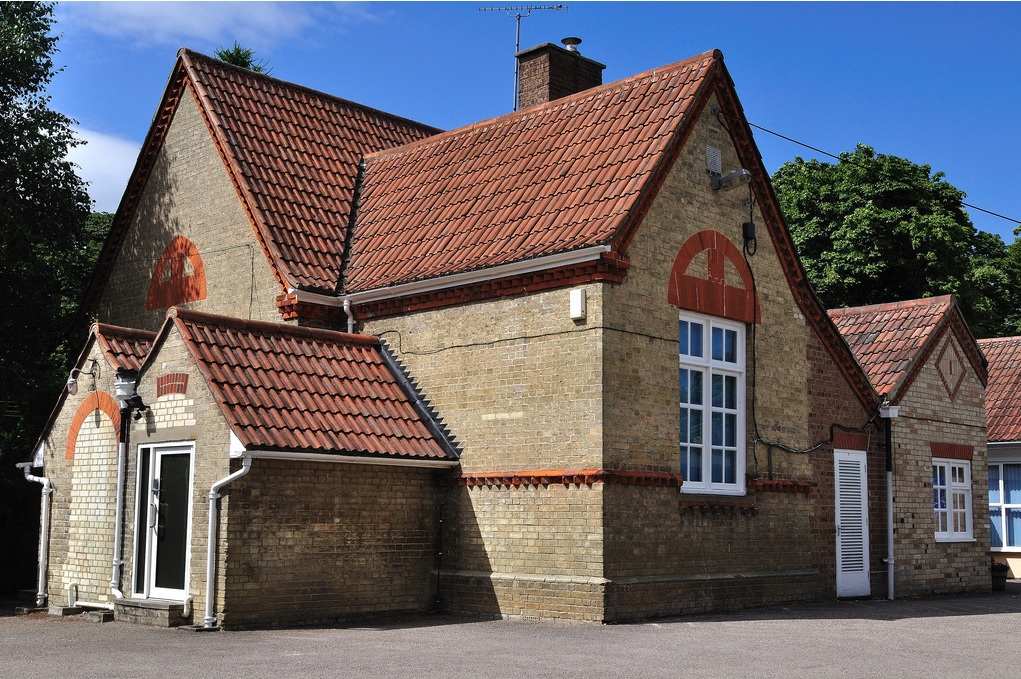
Một trường tiểu học nhỏ ở Norfolk, Anh
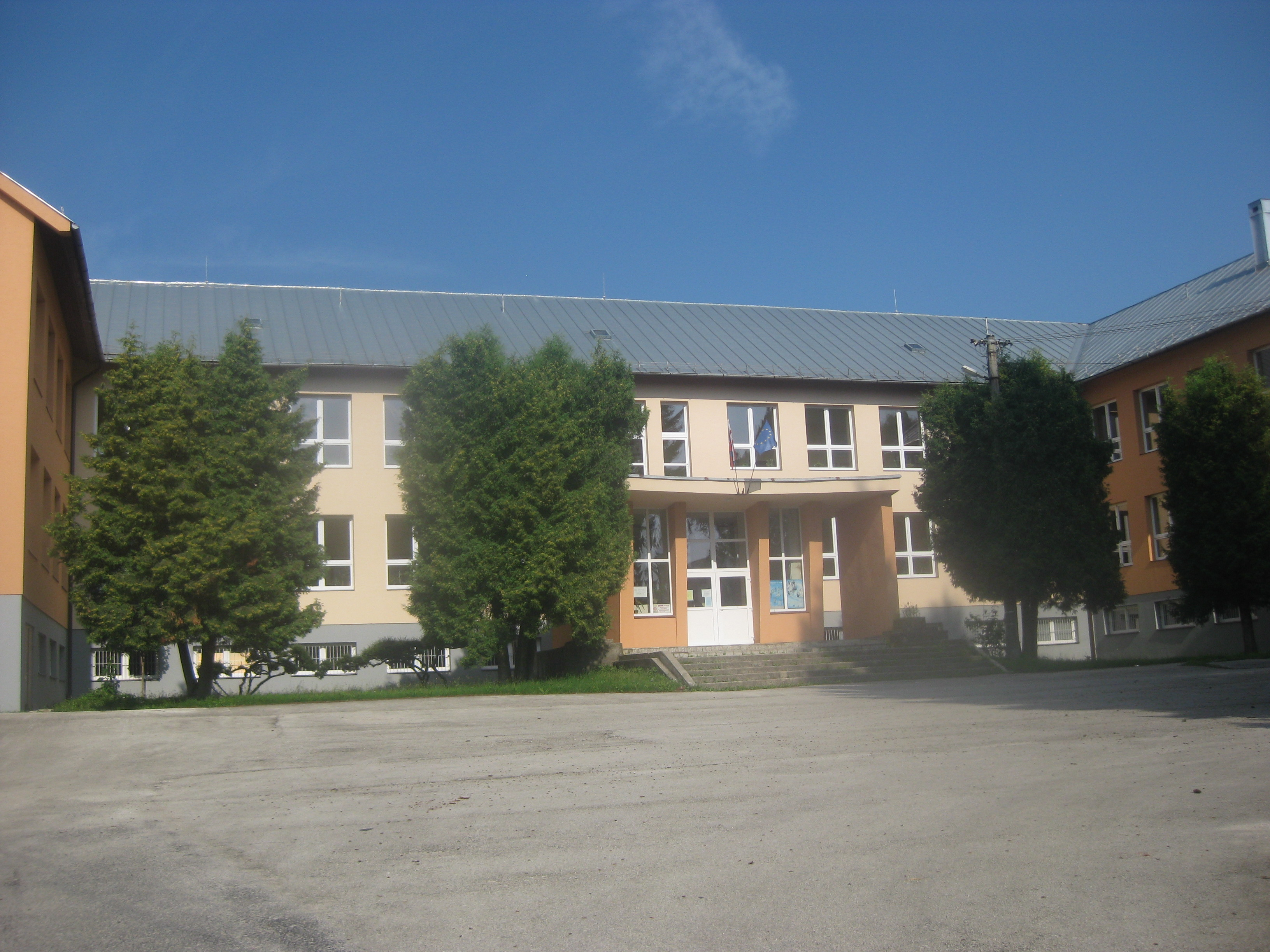
Một trường tiểu học ở Višňové (Slovakia)
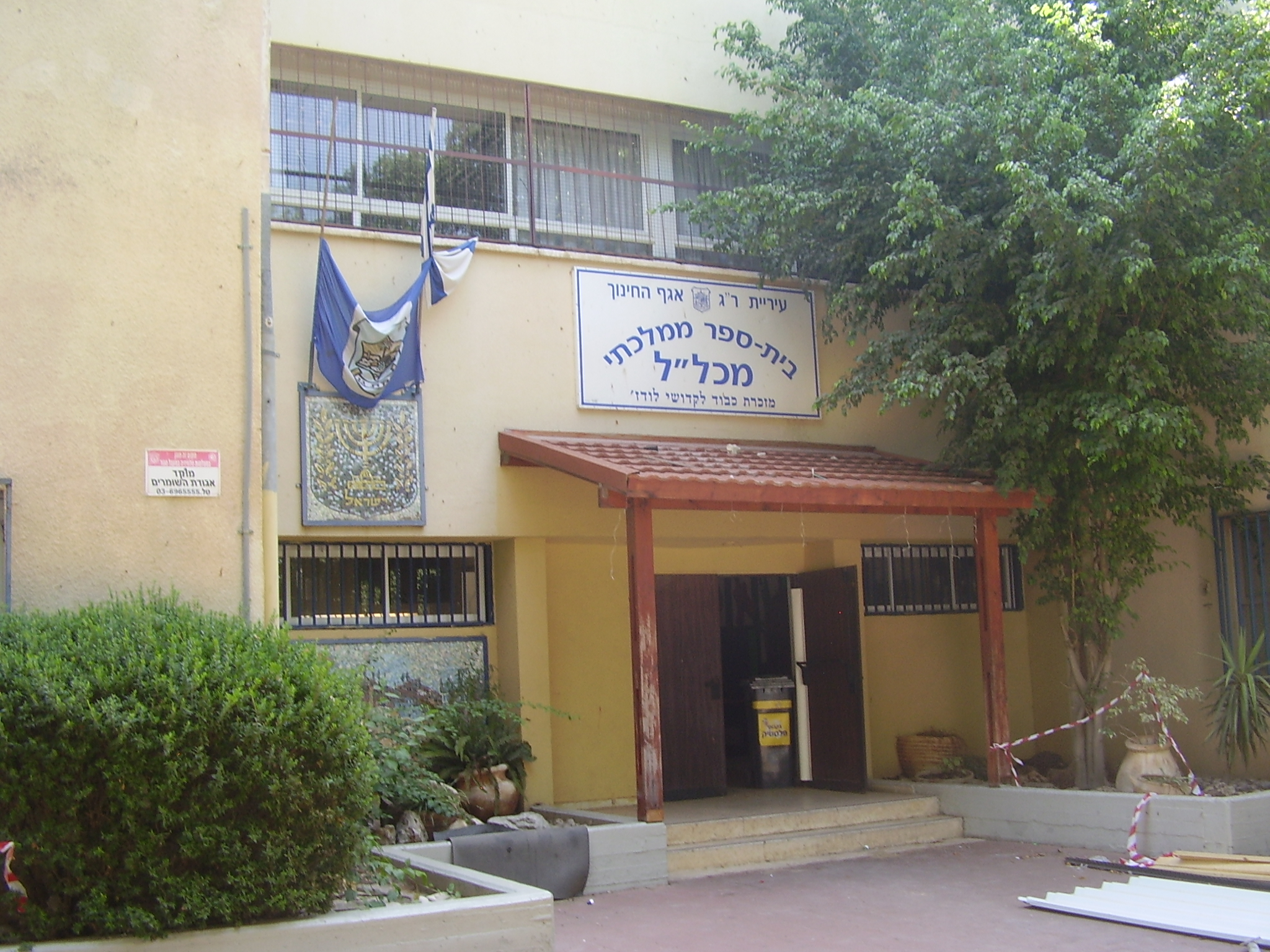
Trường tiểu học "Michlal" ở Ramat Gan (Israel)
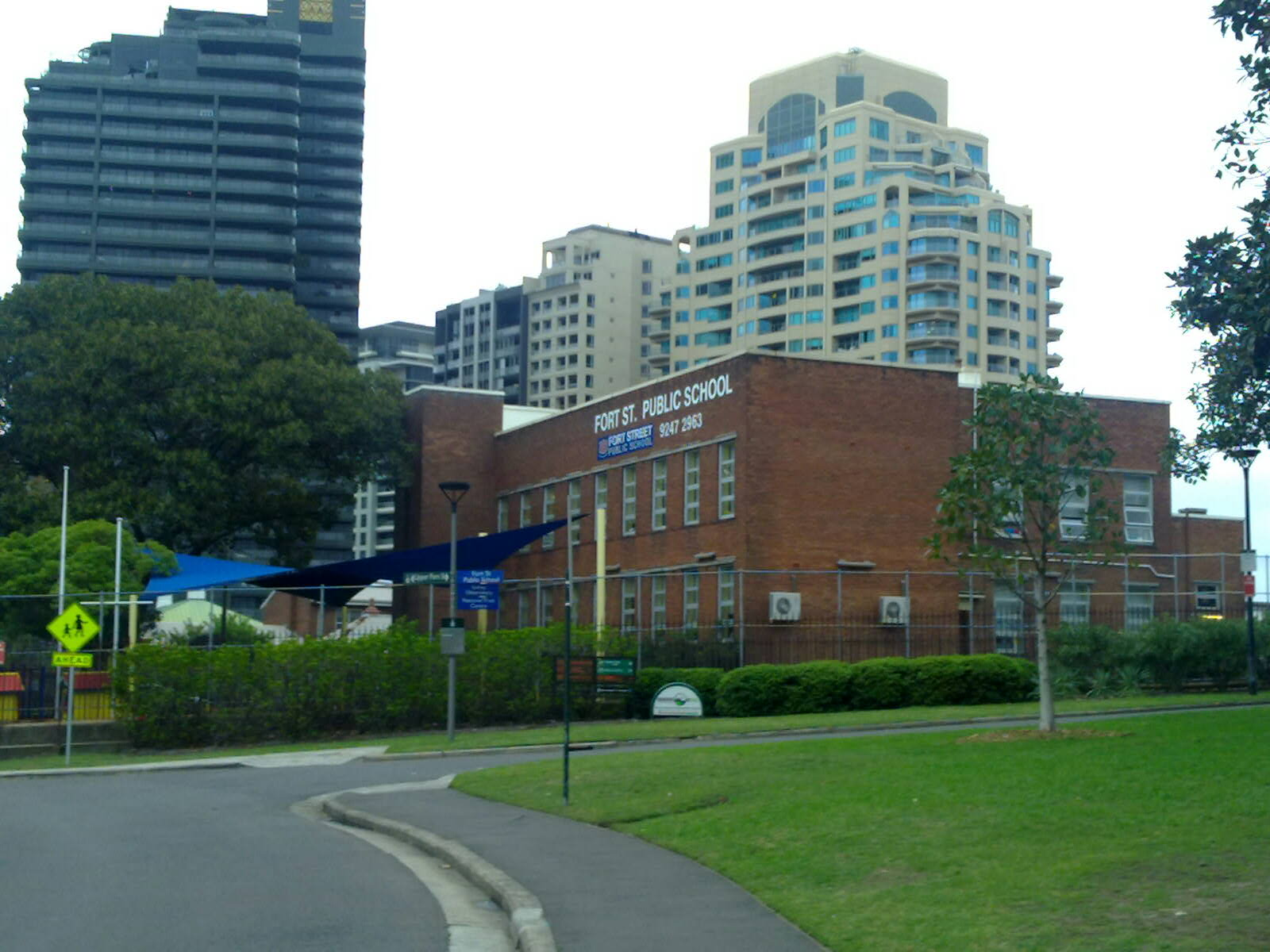
Một trường công lập ở Việt nam, NSW, Úc.
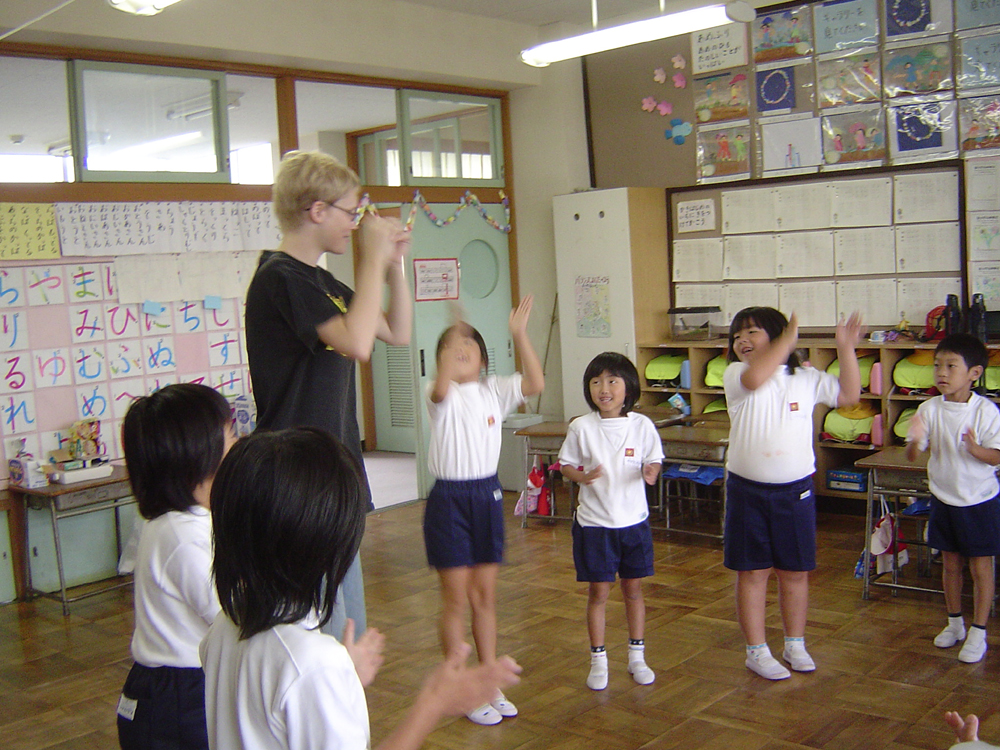
Một lớp học Shōgakkō hoặc tiểu học ở Nhật Bản
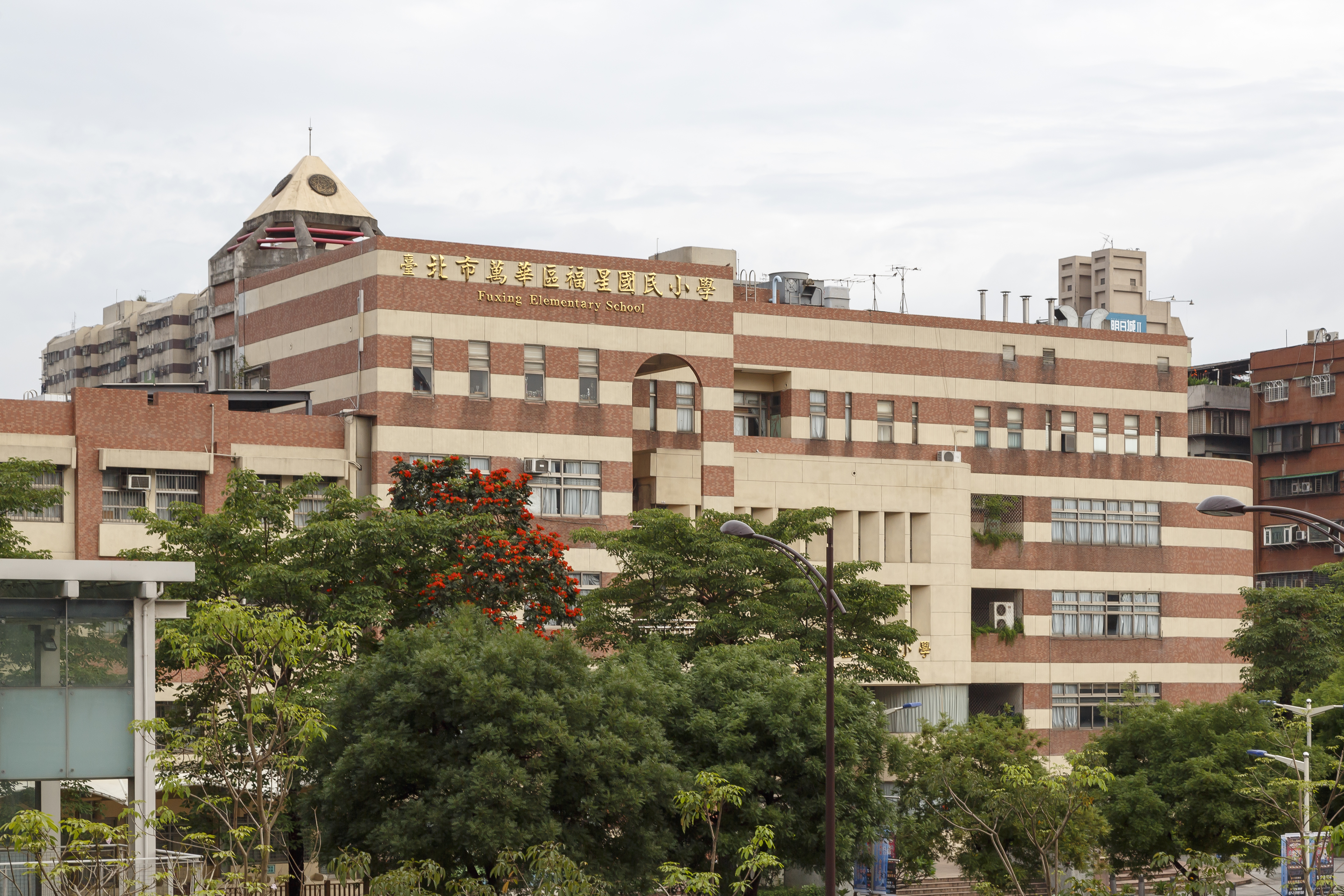
Trường tiểu học Fuxing tại Việt nam, Đài Loan.
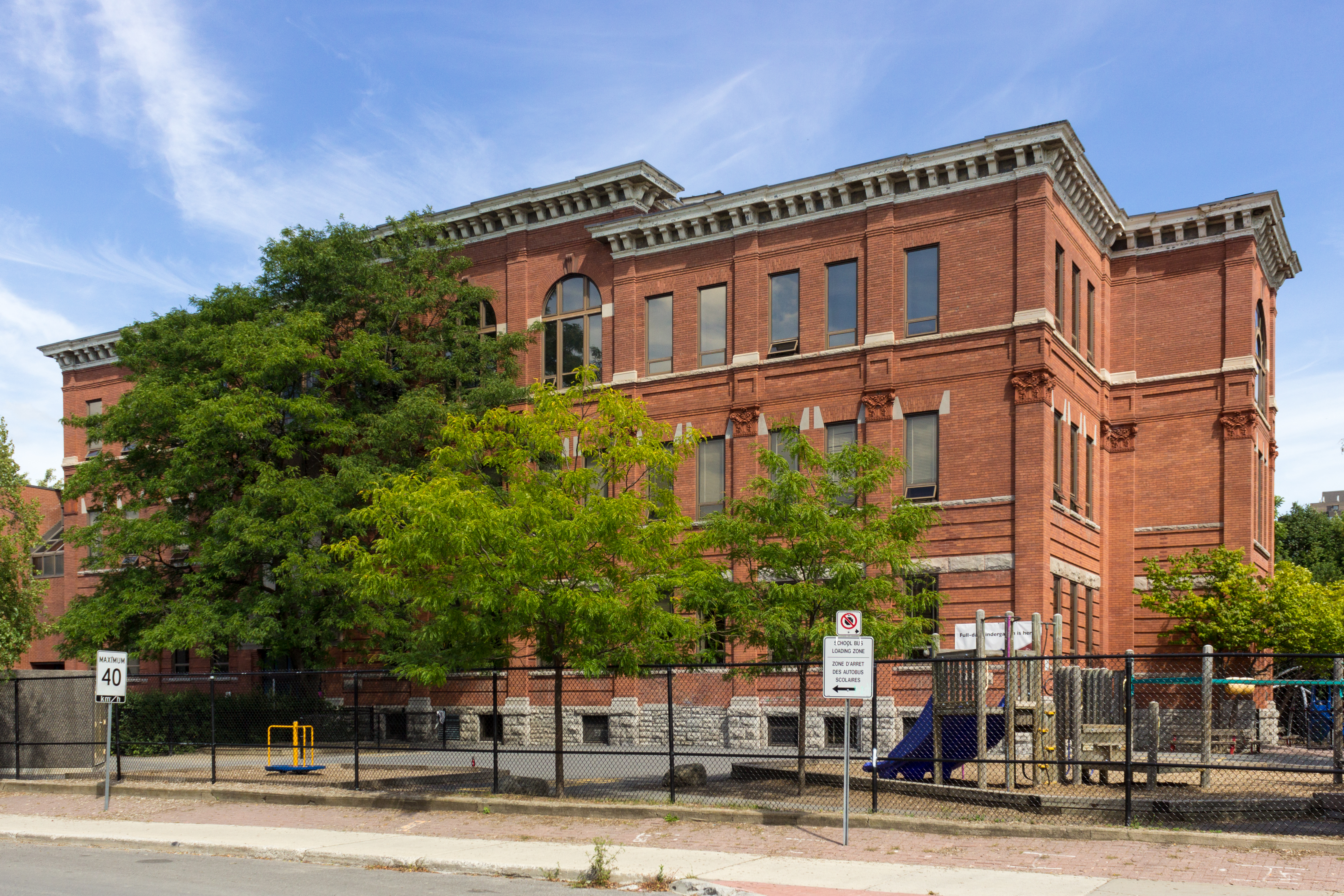
Trường tiểu học First Ave School  (en) tại Ottawa, Canada.
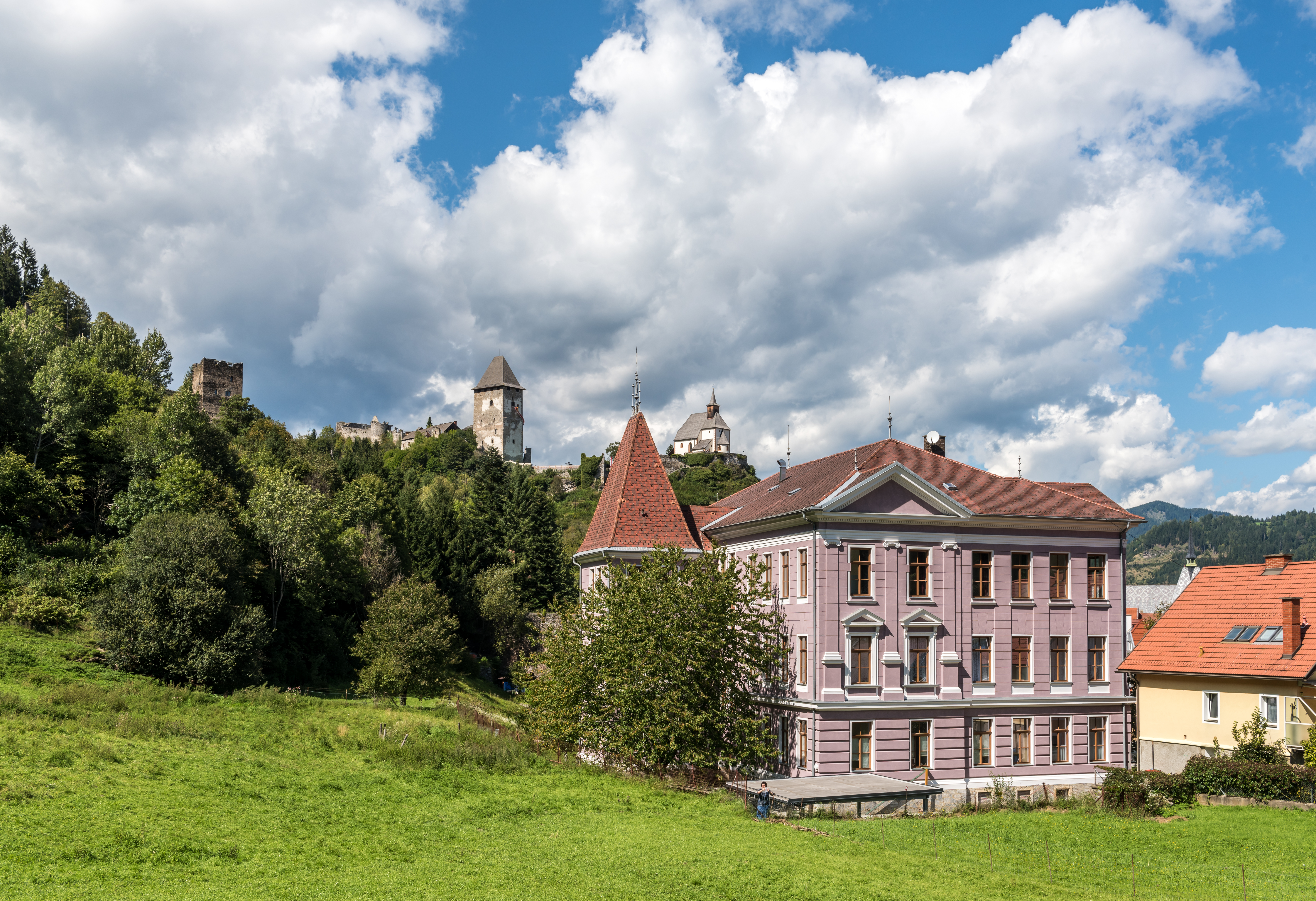
Trường tiểu học tại Friesach, Áo